# DeviantArt
DeviantArt (stylisé deviantART de 2001 à 2014) est un site web dédiée à la création artistique d'œuvres et de dessins sous format numérique. Les internautes inscrits forment une communauté artistique en ligne, où chacun peut s'inscrire et exposer ses propres créations, graphiques ou littéraires. Le jour de son 15e anniversaire (7 août 2015), le site comptait plus de 36,4 millions d'inscrits et plus de 200 millions de deviations.

## Histoire
Lancé le 7 août 2000, ce site permet à chacun d'y mettre des œuvres graphiques ou littéraires. Il est possible de surveiller ce que postent les deviants dont on a apprécié les œuvres.
Une inscription est nécessaire pour y participer. Celle-ci est gratuite de base mais une inscription payante (nommée Premium puis Core depuis 2015) donne le droit à certains avantages, tels que des statistiques plus précises et nombreuses, des options de navigation, une personnalisation plus poussée, la disparition des publicités et des interactions avec le téléphone portable.
Certains créateurs décident de créer un compte qui n'est pas géré par une personne mais par plusieurs. C'est un groupe. Ensuite, toute personne peut faire partie du groupe (les modalités changent selon les groupes, mais ce n'est qu'informel ; rien ne différencie techniquement un compte personnel d'un compte de groupe). Ceci permet de réunir des gens sur un thème commun (par exemple le groupe sur les super-pouvoirs dans les montages photographiques ne postera que ce que les membres du groupe feront sur ce thème).
Certains utilisateurs s'inscrivent sans poster de créations personnelles, seulement pour donner leurs avis et partager sur leur page les créations qu'ils préfèrent. D'autres sont des professionnels ou semi-professionnels utilisant DeviantArt comme une vitrine virtuelle. Beaucoup sont des amateurs ne publiant que pour leurs loisirs.
Le site dispose d'une interface rédigée en anglais. Cependant, les membres proviennent des quatre coins du monde, certains écrivant leurs commentaires ou leurs autres interventions dans leur propre langue. Seule exception, le chat et forum sont exclusivement anglophone, sous peine de kick.
Le changement de logo, en 2014, était sujet à de nombreuses controverses. En effet, malgré la présence du D et du A initiaux, qui sont entrecoupés dans un angle à 62 degrés, le nouveau logo est jugé ambigu. Selon certains membres, il ressemble fortement au signe de l'anti-égalitarisme, qui relève d'un avis politique totalement extérieur à la déontologie du site. D'autres ont comparé le logo à celui du site PlatzKart.ru, qui fait usage d'un logo très similaire. Malgré toutes ces critiques, l'administrateur a quand même gardé le nouveau logo.
En 2017, Wix rachète Deviantart pour 36 millions de dollars,. Une nouvelle interface s'appelant Eclipse sera teasée par un chasse au trésor sur le compte AriBanks. La phase bêta d'Eclipse était d'abord accessible pour les membres Core en Novembre 2018, puis une bêta ouverte où tout déviant commentant pouvait accéder à Eclipse commença en Novembre 2019, puis l'option de changer entre les deux interfaces devint disponible pour tous. Eclipse devint permanent en Mai 2020, faisant durer la bêta ouverte 2 ans, et le nombre de comptes changeant de 48 millions à 61 millions d'utilisateurs enregistrés.  
Le site n'est disponible qu'en anglais.

## Droits d'auteur
Les créateurs demeurent propriétaires des droits d'auteur pour leurs œuvres publiées sur DeviantArt. L'accord de DeviantArt exige de lui accorder les droits fondamentaux nécessaires à l'affichage. Dans la mesure du possible, il bannit les voleurs d'images de son site.
Depuis novembre 2006, DeviantArt permet de placer les travaux des membres sous licence Creative Commons (le membre est libre de choisir si oui ou non il désire utiliser cette licence).

## Poursuites en justice
En janvier 2023, trois artistes - Sarah Andersen, Kelly McKernan et Karla Ortiz - intentent une action en justice contre Stability AI, Midjourney et DeviantArt, créateurs des générateurs d'art par intelligence artificielle Stable Diffusion, Midjourney et DreamUp, affirmant que ces sociétés ont violé les droits de « millions d'artistes » en entraînant leurs outils d'intelligence artificielle sur cinq milliards d'images extraites du web « sans le consentement des artistes originaux ».

## Lesdeviations
Comme signalé plus haut, les deviations sont les créations postées par chaque membre ou groupe, tout ce qui a un rapport avec l'art visuel peut-être posté : poésie, photographie, dessin, ressource pour programme, stock d'image, animation flash… Les arts musicaux en sont néanmoins exclus, bien qu'il soit possible de contourner ceci, et les vidéos (hors flash) sont tolérées.
Le nombre symbolique de 100 millions de deviations a été atteint le 30 décembre 2009, ce qui reflète la popularité de ce site.
On peut retrouver des contenus à caractères pornographiques, le site est donc déconseillé aux enfants.

## Vocabulaire propre
- Un deviant est une personne inscrite sur DeviantArt.
- Une deviation est une œuvre postée sur DeviantArt.
- Un Core member est un deviant ayant payé pour avoir des fonctionnalités supplémentaires sur DeviantArt.
- Un llama est une médaille à octroyer gratuitement (à raison d'un llama par membre) pour le remercier ou le soutenir, la devise de DeviantArt étant : Llamas are awesome !.
- DeviantArt a sa propre monnaie appelée points Les membres peuvent acheter des points contre de l'argent réel ; avec ces points, ils peuvent acheter un abonnement Core, des commissions ou les donner via la section Donation sur les profiles.
- Kiriban : un kiriban est un nombre de pages vues (pageview) que les visiteurs essayent d'atteindre sur la page principale d'un deviant qui a ouvert un kiriban. Le visiteur qui peut prouver être tombé sur le kiriban, est généralement récompensé par une œuvre originale.
- Account plz (compte plz) : c'est un compte créé uniquement pour pouvoir utiliser l'avatar du compte, dont l'icône est remplacée par une image utilisable sur DeviantArt, comme un smiley ou un timbre. Les noms de ces comptes se terminent souvent par plz, afin de ne pas s'approprier les pseudos utilisables par d'autres deviants.

## Identité visuelle

Ancien logo de 2010 au 4 décembre 2014.
Logo à partir de décembre 2014.